# Municipio de Brinkley
El municipio de Brinkley (en inglés: Brinkley Township) es un municipio ubicado en el condado de Monroe en el estado estadounidense de Arkansas. En el año 2010 tenía una población de 3509 habitantes y una densidad poblacional de 41,77 personas por km².

## Geografía
El municipio de Brinkley se encuentra ubicado en las coordenadas 34°52′8″N 91°13′47″O / 34.86889, -91.22972. Según la Oficina del Censo de los Estados Unidos, el municipio tiene una superficie total de 84 km², de la cual 82,32 km² corresponden a tierra firme y (2 %) 1.68 km² es agua.

## Demografía
Según el censo de 2010, había 3509 personas residiendo en el municipio de Brinkley. La densidad de población era de 41,77 hab./km². De los 3509 habitantes, el municipio de Brinkley estaba compuesto por el 49,76 % blancos, el 47,53 % eran afroamericanos, el 0,34 % eran amerindios, el 0,54 % eran asiáticos, el 0,68 % eran de otras razas y el 1,14 % eran de una mezcla de razas. Del total de la población el 1,42 % eran hispanos o latinos de cualquier raza.